# Jan Hazenberg

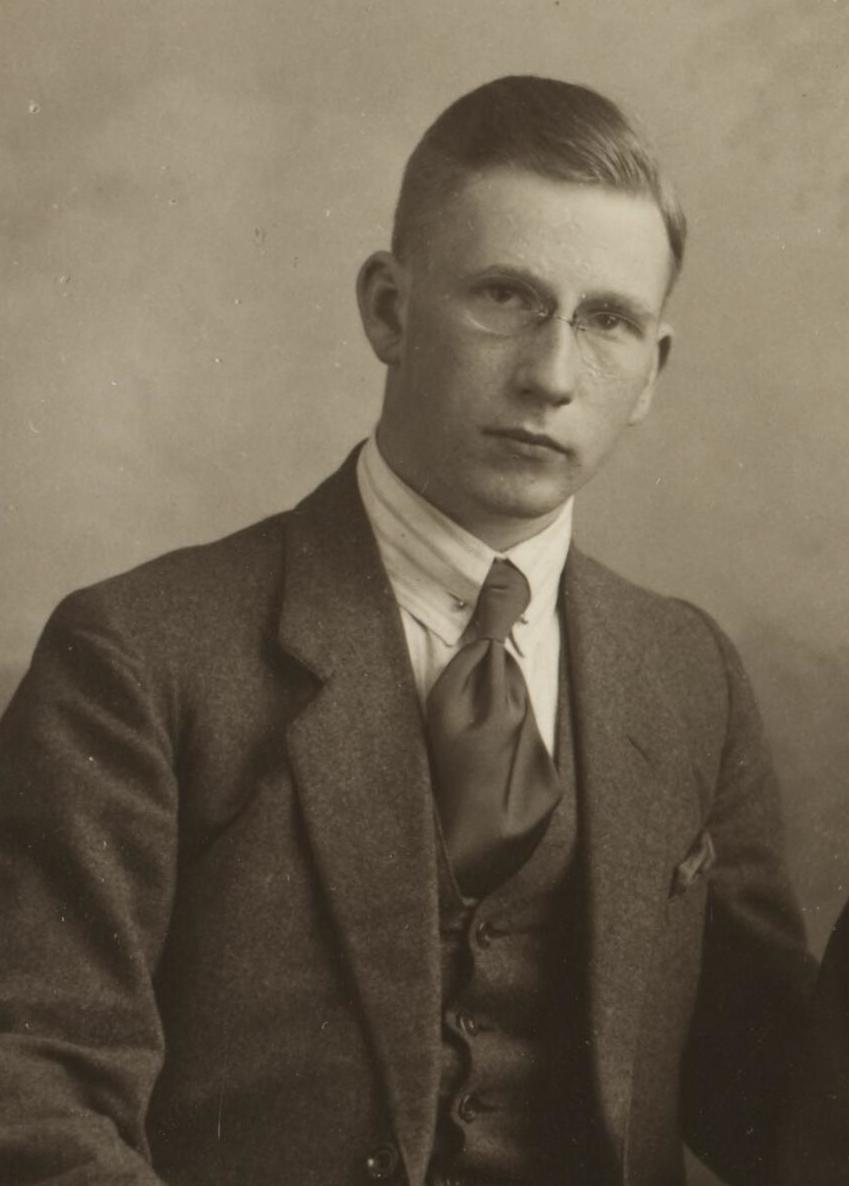
J. Hazenberg (1923)

Jan Hazenberg (Enumatil, 21 augustus 1903 – Utrecht, 23 februari 1989) was een Nederlands politicus van de ARP
Hij werd geboren als zoon van Bouke Pier Hazenberg (1881-1969) en Bregtje Boersema (1873-1941). Zijn vader is burgemeester van Giethoorn en IJsselmonde geweest. Zelf is hij aan de Rijksuniversiteit Groningen afgestudeerd in de rechten en in 1943 promoveerde hij bij de Vrije Universiteit Amsterdam tot doctor in de rechtsgeleerdheid op het proefschrift met de titel De Crisishypotheekaflossingswet 1936. In 1945 werd hij wethouder in Wassenaar. In 1961 volgde zijn benoeming tot burgemeester van Veenendaal wat hij zou blijven tot 1968 toen hem ontslag verleend werd vanwege het bereiken van de pensioengerechtigde leeftijd. Van 1969 tot 1974 was hij Hazenberg waarnemend burgemeester van Nigtevecht. Begin 1989 overleed hij op 85-jarige leeftijd.